# تبعثر فوضوي
التبعثر الفوضوي هو فرع من نظرية الفوضى يتعامل مع الأنظمة المتبعثرة التي تظهر حساسية شديدة للظروف الأولية. في نظام متبعثر كلاسيكي، سيكون هناك واحد أو أكثر من بارامترات التصادم، وترمز لها b، حيث يُرسل الجسيم إلى المُبعثر. يؤدي هذا إلى ظهور واحد أو أكثر من بارامترات الخروج، وترمز لها y، حيث يخرج الجسيم متوجهًا نحو اللانهائية. يمكن أن يسبب عبور الجسيم للنظام زمن تأخير، T –الزمن الذي يستغرقه الجسيم كي يخرج من النظام- بالإضافة إلى المسافة المقطوعة، s، التي تتساوى مع الزمن الذي يستغرقه الجسيم للخروج في أنظمة معينة أي أنظمة «البلياردو» التي يتصادم فيها الجسيم مع أشياء صلبة ثابتة دون فقد للطاقة. في نظام التبعثر الفوضوي، قد يؤدي التغير الطفيف في بارامترات التصادم إلى تغير كبير في بارامترات الخروج.

## نظام غاسبارد- رايس
يعد نظام التبعثر «غاسبارد - رايس» -المعروف أيضًا بنظام «الأقراص الثلاثة»- نموذجًا ممتازًا فهو يجسد الكثير من المفاهيم الهامة في التبعثر الفوضوي، ولكونه بسيطًا سهل الفهم ويحاكي النظام. الفكرة بسيطة للغاية: لدينا ثلاثة أقراص صلبة مرتبة في شكل مثلث بعض الشيء، ثم يُبعث جسيم نقطي حيث يتعرض لتصادمات مرنة مثالية حتى يخرج إلى اللانهاية. سنتناول فقط في هذا البحث أنظمة غاسبارد- رايس ذات الأقراص المتساوية في الحجم والمتساوية في المسافات بينها حول نقاط مثلث متساوي الأضلاع.
يوضح الشكل 1 هذا النظام بينما يوضح الشكل 2 مثالين لمسارين. لاحظ أولًا أن المسارات ترتد حول النظام لبعض الوقت قبل أن تخرج في النهاية. لاحظ أيضًا أننا إذا اعتبرنا بارامترات التصادم هي بداية خطين أفقيين تمامًا على اليسار (النظام قابل للانعكاس تمامًا: يمكن أن تكون نقطة الخروج هي نفسها نقطة الدخول)، يصبح المساران قريبين جدًا من بعضهما حتى يكادا يكونان متطابقين. وبحلول وقت خروجهما، يكونان مختلفين كليةً، وهو بذلك يوضح الحساسية الشديدة للظروف الأولية. سيستخدم هذا النظام كنموذج على طول المقال.

## معدل الانحلال
إذا قدمنا عددًا كبيرًا من الجسيمات ببارامترات تصادم موزعة بشكل متماثل، يعرف معدل خروجها من النظام بمعدل الانحلال. يمكننا حساب معدل الانحلال عبر محاكاة النظام على عدد كبير من التجارب ثم إنشاء رسمًا بيانيًا لزمن التأخير، T. بالنسبة لنظام غاسبارد- رايس، يمكننا ملاحظة أن زمن التأخير وطول مسار الجسيمات متكافئين ولكن لمعامل الضرب. الاختيار الأمثل لبارامتر التصادم هو الإحداثي y-، بينما تظل زاوية المسار ثابتة عند الدرجة صفر- في الوضع الأفقي. في نفس الوقت، نقول أن الجسيم «أثار النظام» بمجرد عبوره لحد ما بشكل اعتباطي تقريبًا، لكنه يقع على مسافة كافية من مركز النظام.
نتوقع أن يختلف عدد الجسيمات الباقية في النظام، N(T)، وفقًا ل:
1. {\displaystyle N(T)\sim e^{-\gamma T}}

ولهذا يعطى معدل الانحلال من:
1. {\displaystyle \gamma =\lim _{n\rightarrow \infty }-{\frac {\ln N(T)}{T}}}[2]

حيثn هو العدد الكلي للجسيمات.
يوضح الشكل 3 مخططًا لطول المسار في مقابل عدد الجسيمات لمحاكاة لمليون جسيم بدأوا ببارامتر تصادم عشوائي ،b. يرسم فوقه خط مستقيم متلائم بميل سالب، γ= 0.739 . يعادل طول المسار s، زمن التأخير،T، بافتراض قياس السرعة (الثابتة) بطريقة صحيحة. لاحظ أن معدل الانحلال الأُسي خاصية ذات تبعثر فوضوي زائد. يمكن أن يكون للمُبعثرات غير الزائدة معدل انحلال حسابي.
نظام تجريبي ومتعدد الشعب المستقر
يظهر الشكل 4 تحقيقًا تجريبيًا لنظام غاسبارد- رايس باستخدام الليزر بدلًا من جسيم نقطي. يعلم أي أحد جرب بالفعل هذه التجربة أنها وسيلة ليست فعالة للغاية لاختبار النظام إذ يتبعثر شعاع الليزر في كل الاتجاهات. وأوضح سويت وأوت ويورك أن الوسيلة الأكثر فعالية هي تسليط ضوء ملون عبر الفراغات بين الأقراص (أو في هذه الحالة، لصق شرائط ملونة من الورق على أزواج الاسطوانات) فتظهر الانعكاسات من خلال فجوة مفتوحة. ينتج عن ذلك نمط مركب من الشرائط متبدلة الألوان، كما هو موضح بالأسفل، يظهر بصورة أوضح في النسخة المحاكاة أسفل هذا.
يظهر الشكل 5 و6 أحواض التجاذب لكل بارامتر تصادم،b ، أي أن، لقيمة معينة من b، من أي فجوة يخرج الجسيم؟ تشكل حدود الحوض مجموعة كانتور وتمثل أجزاءً من متعدد الشعب المستقر: المسارات التي بمجرد أن تبدأ لا تخرج من النظام مطلقًا.

## المجموعة الثابتةوالديناميكاالرمزية
ما دام النظام متماثلًا، يمكننا أن نفكر فيه بسهولة كخريطة دالة متتابعة، وسيلة شائعة لتمثيل نظام فوضوي ديناميكي. يوضح الشكل 7 تمثلًا ممكنًا للمتغيرات، فيعبر أول متغير {\displaystyle \theta \in [-\pi ,\pi ]} الزاوية حول القرص في الارتداد ويعبر المتغير الثاني {\displaystyle \phi \in [-\pi /2,\pi /2]} زاوية الارتداد/ التصادم بالنسبة للقرص. سيرسم تفرع من هذين المتغيرين، يسمى بالمجموعة الثابتة، على نفسها. ستصبح أربعة عناصر من هذه المجموعة، موضحة في الشكلين 8 و9، كُسيرية ليست جاذبة البتة وقياسها صفر. هذا انعكاس مثير للاهتمام للأنظمة الفوضوية التي تناولوها بشكل طبيعي أكثر، حيث تجذب المجموعة الثابتة الكُسيرية حوض التجاذب وهي تشكله في الواقع. لاحظ أن الطبيعة غير الجاذبة بالكامل للمجموعة الثابتة هي خاصية أخرى لمبعثر فوضوي زائد.